# Classe Nelson (vaisseau de ligne)
Pour les autres classes de navires du même nom, voir Classe Nelson.
La classe Nelson est une classe de vaisseau de ligne de 1er rang armé de 120 canons en service dans la Royal Navy pendant le XIXe siècle. Elle est conçue en coopération par deux surveyors of the navy.

## Navires de la classe
| classe Nelson       | classe Nelson              | classe Nelson    | classe Nelson  | classe Nelson  | classe Nelson |
| Nom                 | chantier naval             | commande         | Lancement      | fin            | Photographie  |
| ------------------- | -------------------------- | ---------------- | -------------- | -------------- | ------------- |
| HMS Nelson          | chantier naval de Woolwich | 23 novembre 1805 | 4 juillet 1814 | démoli en 1928 |               |
| HMS St Vincent (en) | chantier naval de Plymouth | 15 janvier 1806  | 11 mars 1815   | vendu en 1906  |               |
| HMS Howe (en)       | chantier naval de Chatham  | 15 janvier 1806  | 28 mars 1815   | vendu en 1854  |               |